# Eva Nyström
Eva Kristin Nyström, född 25 december 1977 i Piteå är en svensk triathlet och vintertriathlet från Mölndal som tävlar för FK Herkules Triathlon och Thule Adventure Team (multisport).
Nyström har vunnit VM-guĺd i långdistans duathlon 2012 och 2013. Eva har även vunnit Ö till Ö swimrun VM i mixed 2016 och 2017. Hon tog VM-silver 2006 och EM-silver 2007 i vintertriathlon, Sveriges första VM-medalj i vintertriathlon någonsin. Hon har vunnit ett antal SM i triathlon och duathlon från 2003 och framåt. Eva är den enda som vunnit SM i duathlon samt alla fyra olika distanser i triathlon, sprint, olympisk, medel och långdistanstriathlon. Hon har haft det svenska kvinnliga rekordet på Ironmandistans med 9:09:17 satt 2009 (slaget av Åsa Lundström).

## Meriter

### Triathlon
- 1:a Triathlon-SM, medeldistans, 2014
- 2:a Ironman 70.3 St Pölten, 2013
- 2:a Ironman Sweden, 2013
- 6:a Ironman Frankfurt, 2013
- 3:a Halv Ironman Challenge Fuerteventura, 2012
- 2:a Halv Ironman Challenge Aarhus, 2011
- 1:a Triathlon-SM Långdistans 2004, 2006 och 2009
- 1:a Triathlon-SM, sprint, 2006 och 2009
- 1:a Triathlon-SM, olympisk, 2013
- 6:a Ironman Sydafrika, 2007
- 9:a Halv Ironman Kalifornen, 2008
- 6:a Halv Ironman Schweiz, 2008
- 19:e Halv Ironman VM, Florida, 2008

### Duathlon
- 1:a Duathlon-SM 2003, 2004, 2005, 2006, 2010, 2011, 2015
- 1:a Duathlon-VM långdistans 2012, 2013
- 2:a Duathlon-VM långdistans 2007, 2008, 2011 och 2014
- 2:a Duathlon-EM långdistans 2012, 2013

### Vintertriathlon
- 2:a VM vintertriathlon 2006
- 2:a EM vintertriathlon 2007

### Swimrun
- 1:a Ö till Ö, mixklass 2016 och 2017

### Friidrott
- 5:a Lidingöloppet, 30 km, 2006 med tiden 2:07:41
- 3:a Lidingöloppet, 30 km, 2011 med tiden 2:04:01

### Cykling
- 3:a Tempo-SM 2006
- 2:a Tempo-SM 2007
- 4:a Tempo-SM 2013
- 7:a Linje-SM 2013
- 2:a Tempo-SM 2014

### Multisport
- 1:a Åre Extreme Challenge, 2001, 2005, 2006
- 1:a Raid Ukatak, Kanada 2003
- 2:a Raid Gaulioses, Kyrgystan, 2003

## Fotnoter
1. ↑  World Triathlon, World Triathlon triatlet-ID: 10403, läst: 30 april 2022.[källa från Wikidata]